# Retablo de Veit Stoss en Cracovia

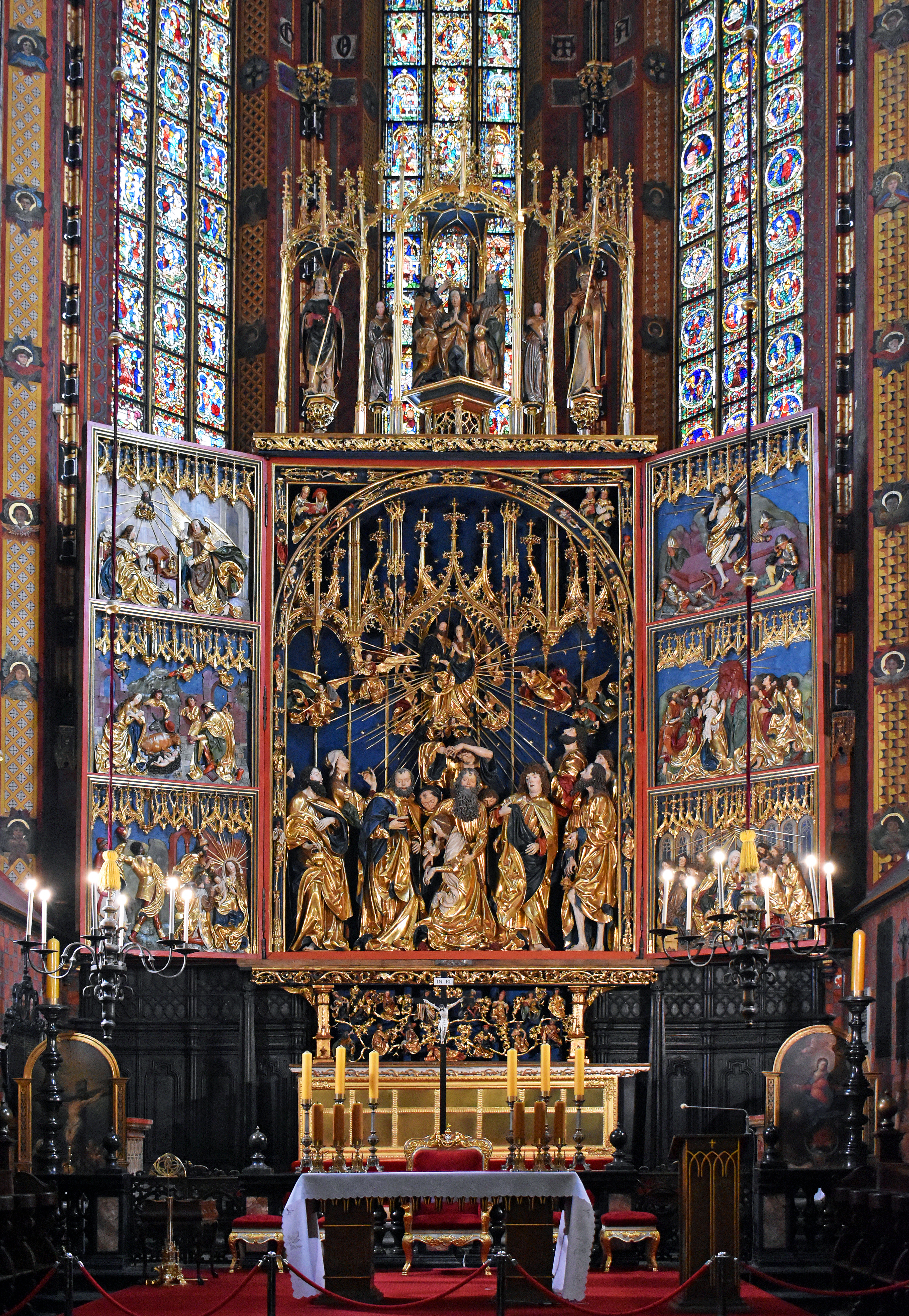
El retablo de Veit Stoss

El retablo de Veit Stoss en Cracovia ( en polaco: Ołtarz Wita Stwosza , en alemán: Krakauer Hochaltar ), también el Altar de Santa María (Ołtarz Mariacki ), es el retablo gótico más grande del mundo y un tesoro nacional de Polonia Se encuentra detrás del altar mayor de la Basílica de Santa María en Cracovia . El retablo fue tallado entre 1477 y 1489 por el escultor alemán Veit Stoss (conocido en polaco como Wit Stwosz) que vivió y trabajó en la ciudad durante más de 20 años. 
En 1941, durante la ocupación alemana, el retablo desmantelado fue enviado al Tercer Reich por orden de Hans Frank, el gobernador general de esa parte de la Polonia ocupada. Fue recuperado en 1946 en Baviera, escondido en el sótano del castillo de Nuremberg que había sido fuertemente bombardeado. El Altar Mayor se sometió a importantes trabajos de restauración en Polonia y fue puesto de nuevo en su lugar en la Basílica 10 años después.

## Historia

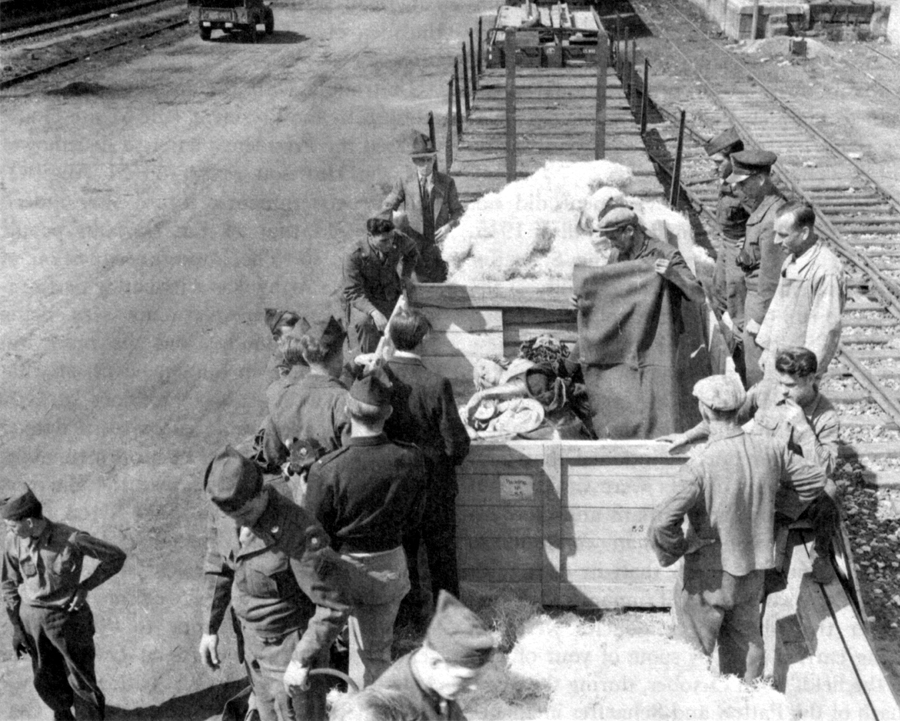
Abril de 1946: los obreros alemanes y los guardias GI miran por última vez la figura principal del retablo

### Segunda Guerra Mundial
Unas semanas antes del estallido de la Segunda Guerra Mundial y la ocupación alemana de Polonia, los polacos desarmaron el retablo y almacenaron sus principales estatuas en cajas dispersas por todo el país. Las cajas fueron localizadas por una unidad nazi llamada Sonderkommando Paulsen y transportadas al Tercer Reich, probablemente a Berlín. Los paneles también fueron encontrados y enviados a Alemania. Los depositaron en el sótano del castillo de Nuremberg. En el castillo, los prisioneros polacos enviaron mensajes a los miembros de la resistencia polaca de que el venerado retablo estaba escondido allí. El retablo sobrevivió a la guerra a pesar del fuerte bombardeo de Nuremberg, y fue descubierto por el conde Emeryk Hutten-Czapski, que estaba adscrito a la 1ª División Blindada polaca, y fue devuelto a Polonia en 1946, donde fue sometido a una importante restauración. Fue devuelto a la Basílica de Santa María en 1957.
El retablo fue restaurado varias veces en su historia, no solo después del final de la Segunda Guerra Mundial. Por primera vez, se restauró antes de 1600, luego en 1866–1870, 1932-1933, 1946-1949, 1999 y, finalmente, en 2017. 
San Juan Cantio en Chicago, una iglesia histórica en el estilo de la 'Catedral Polaca' contiene una copia detallada de esta obra maestra. Esta copia a escala de un tercio es la obra más grande y detallada de su tipo, y fue encargada en 2003 como un homenaje a los inmigrantes de la región de Galicia de Polonia y Ucrania que fundaron la parroquia en 1893. 

## Descripción
El retablo Veit Stoss tiene unos 13 m de altura y 11 m de ancho cuando los paneles del tríptico están completamente abiertos. Las figuras realistas esculpidas tienen 2,7 m de altura; cada una fue tallada en un tronco de tilo. Otras partes del retablo están hechas de madera de roble, y el fondo está hecho de madera de alerce. Cuando está cerrado, los paneles muestran 12 escenas de la vida de Jesús y María. 
La escena en la parte inferior del retablo principal (centro) muestra la muerte de la madre de Jesús, María, en presencia de los Doce Apóstoles. La parte central superior ilustra la Asunción de la Virgen. En la parte superior, fuera del marco principal, se muestra la coronación de María, flanqueada por figuras de San Estanislao y San Adalberto de Praga. Los paneles laterales muestran las seis escenas de las Alegrías de María: 
| Anunciación       |  | Escena central, la muerte de María Madre de Jesús, en presencia de los Doce Apóstoles |  | Resurrección de Cristo      |
| Escena de Navidad |  | Escena central, la muerte de María Madre de Jesús, en presencia de los Doce Apóstoles |  | Ascensión de Cristo         |
| Reyes Magos       |  | Escena central, la muerte de María Madre de Jesús, en presencia de los Doce Apóstoles |  | Descenso del Espíritu Santo |

## Fotografías

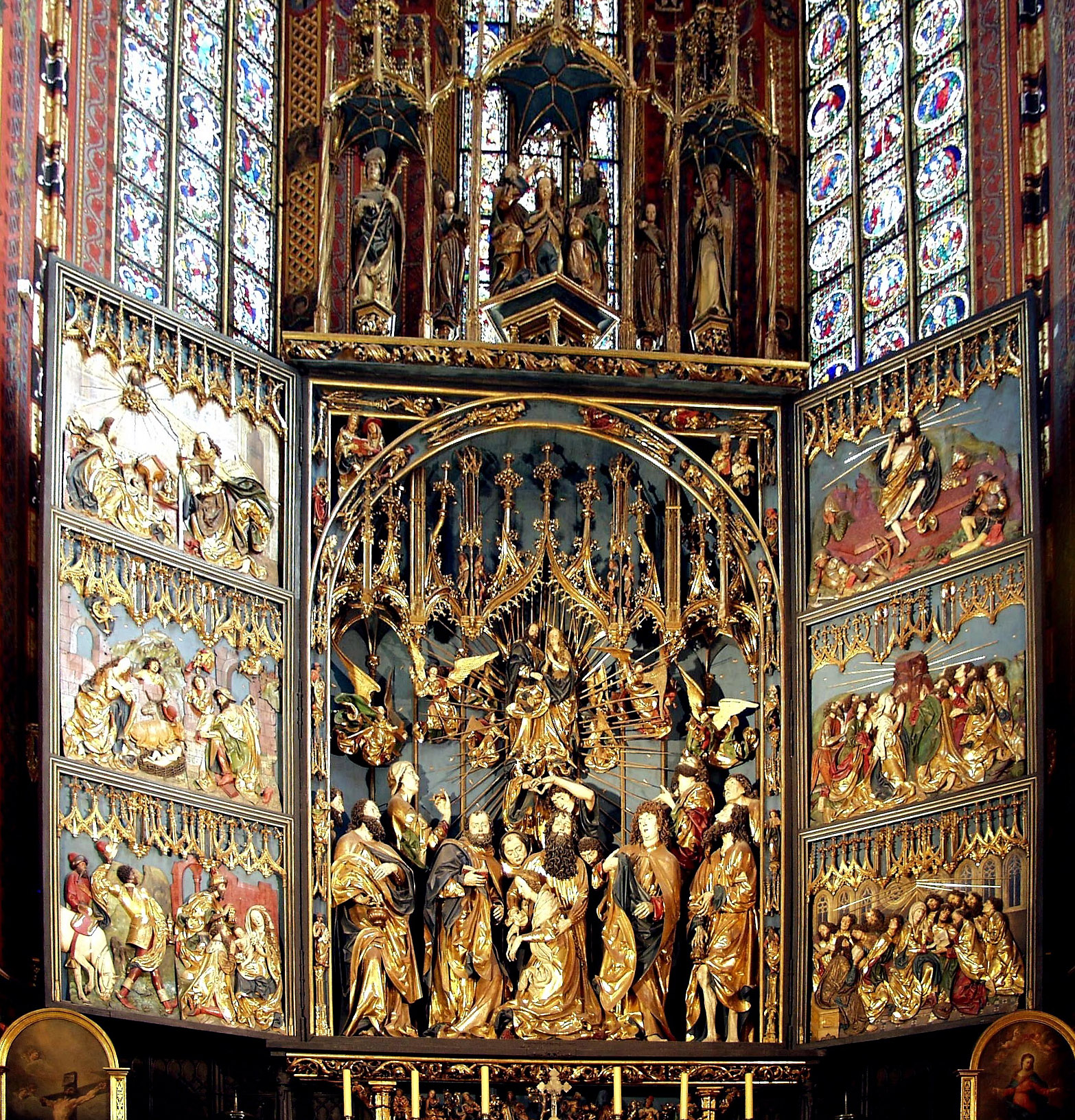
Visión de conjunto
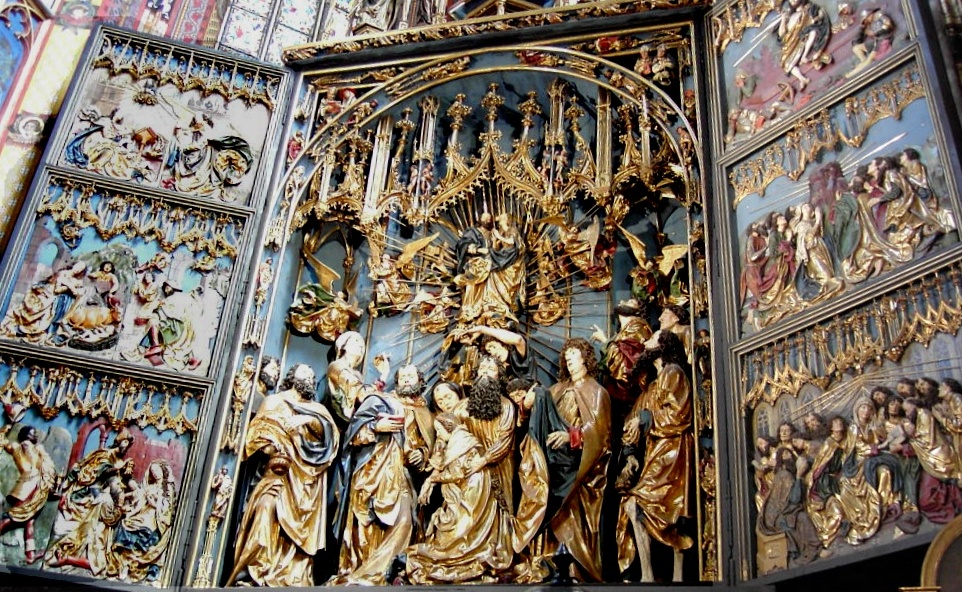
Centro del retablo
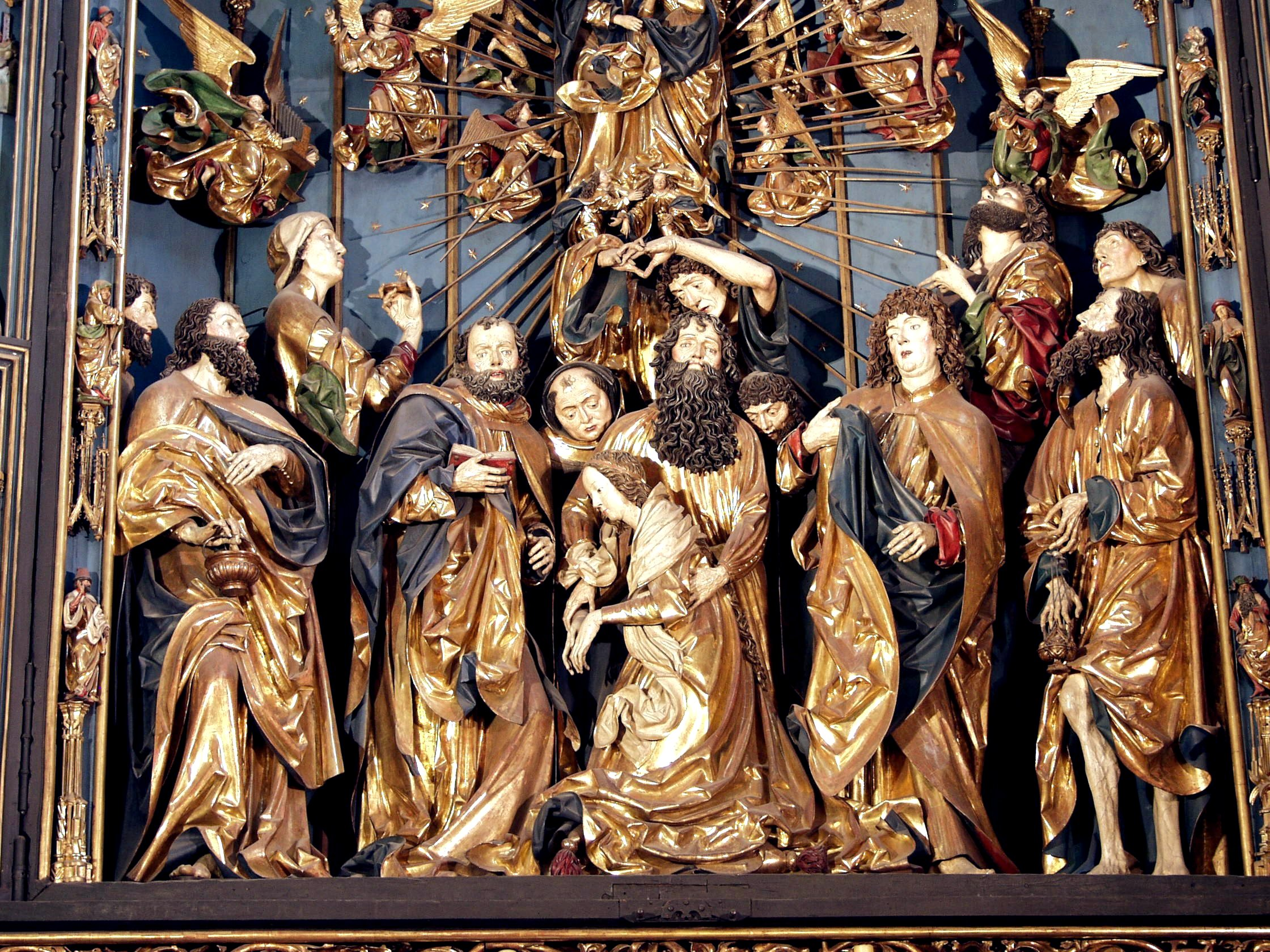
Dormición de María
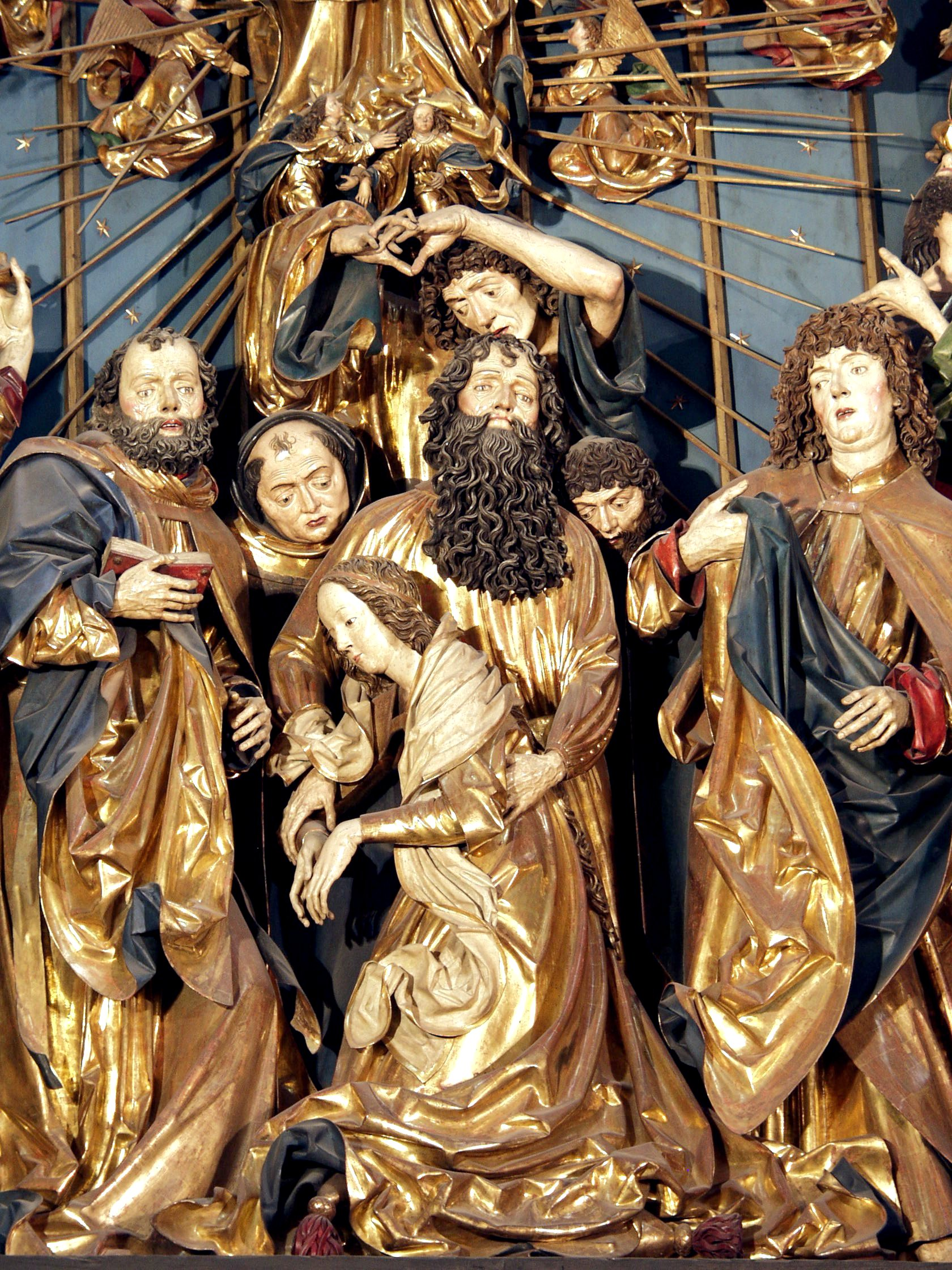
Dormición de María, detalle
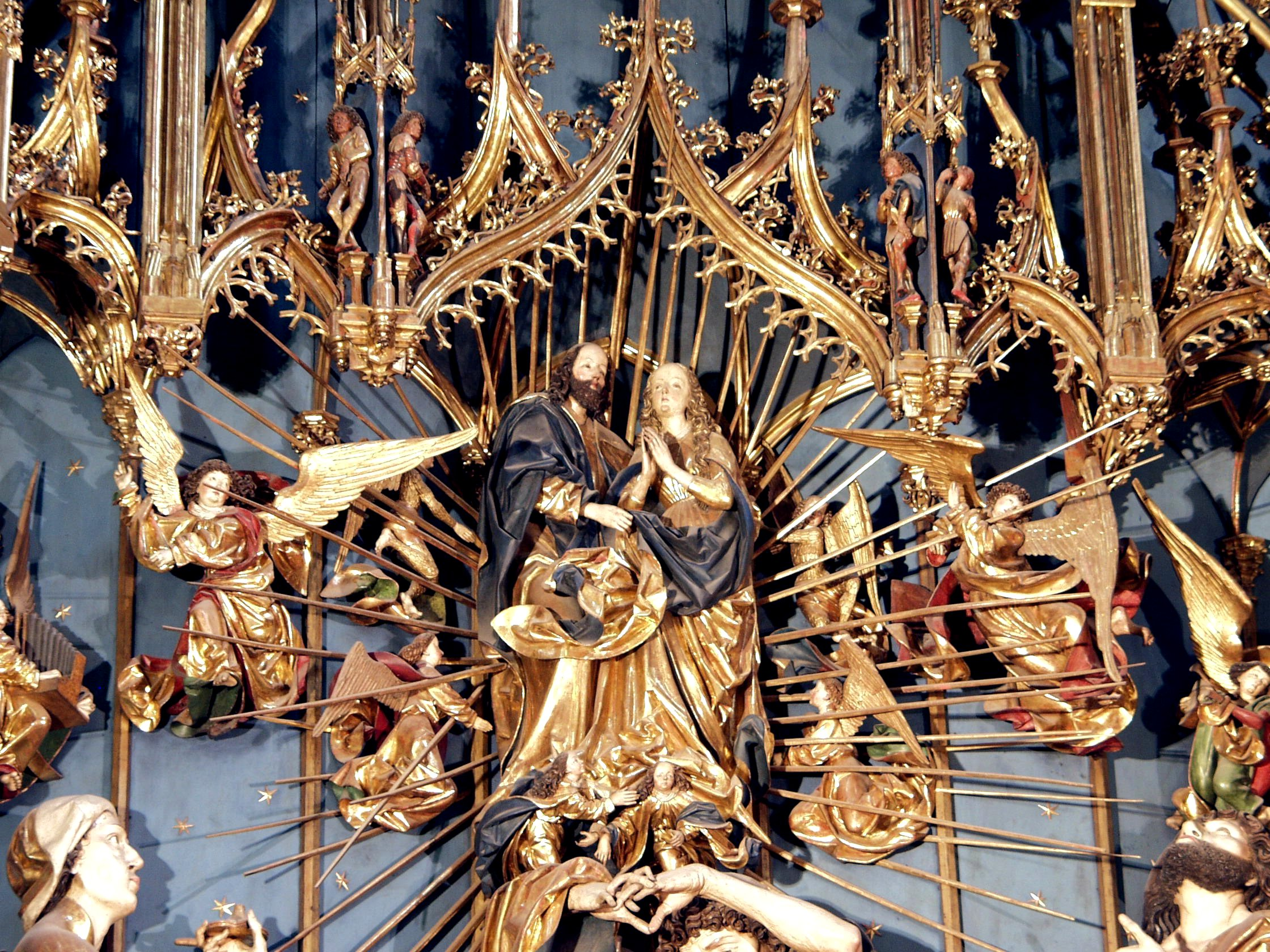
Asunción de María
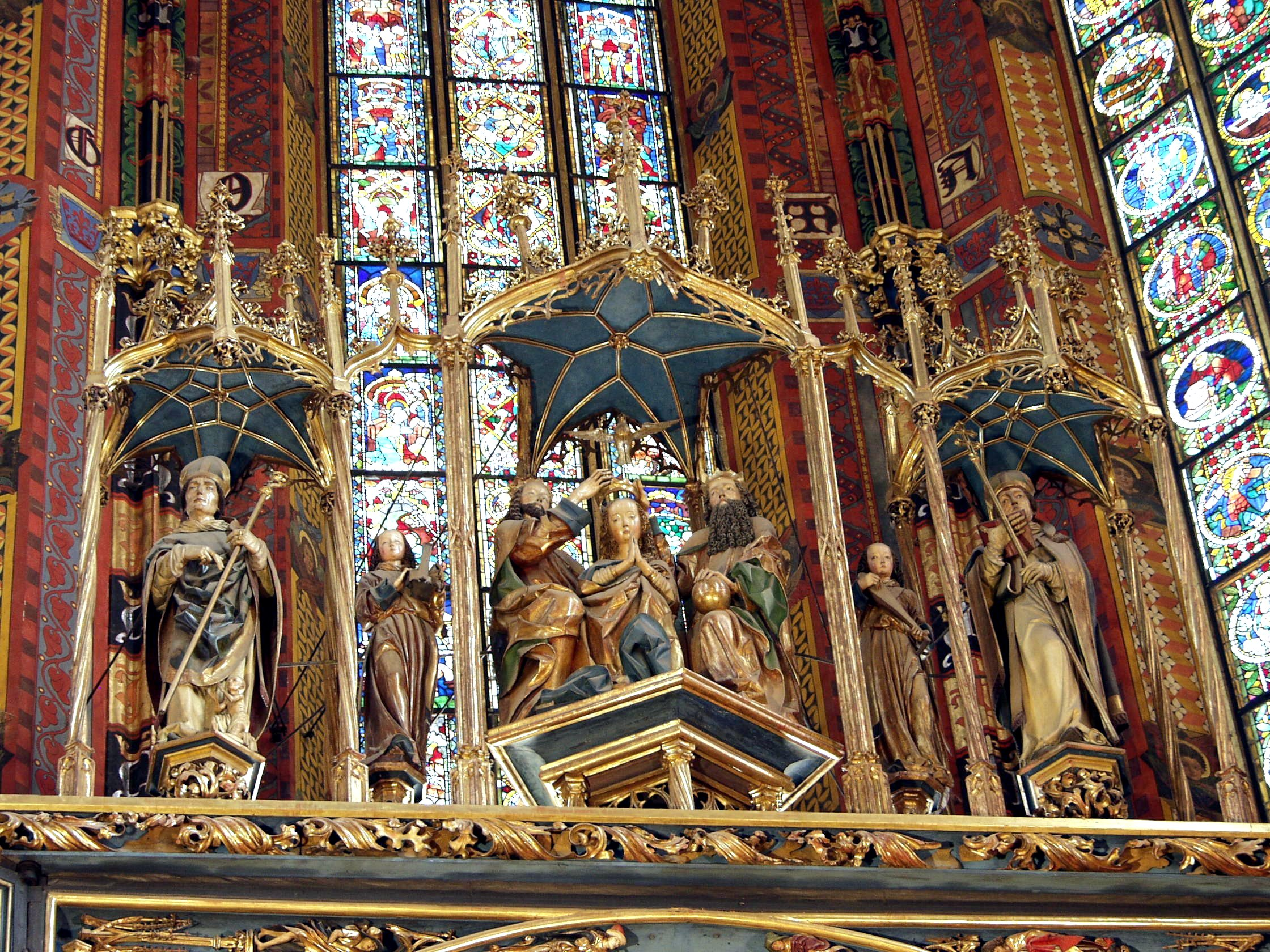
Coronación de María, con San Estanislao y San Adalberto
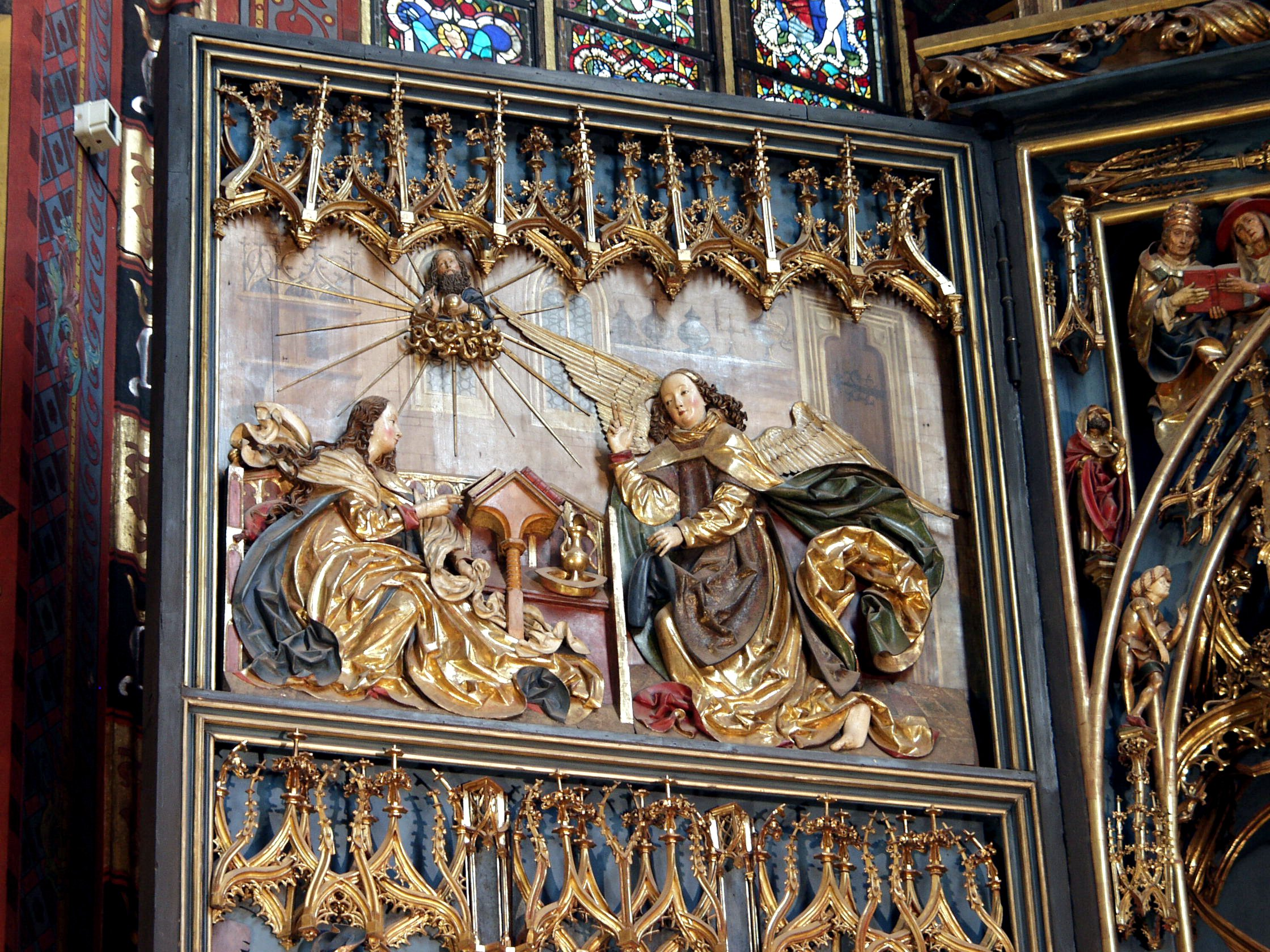
Anunciación
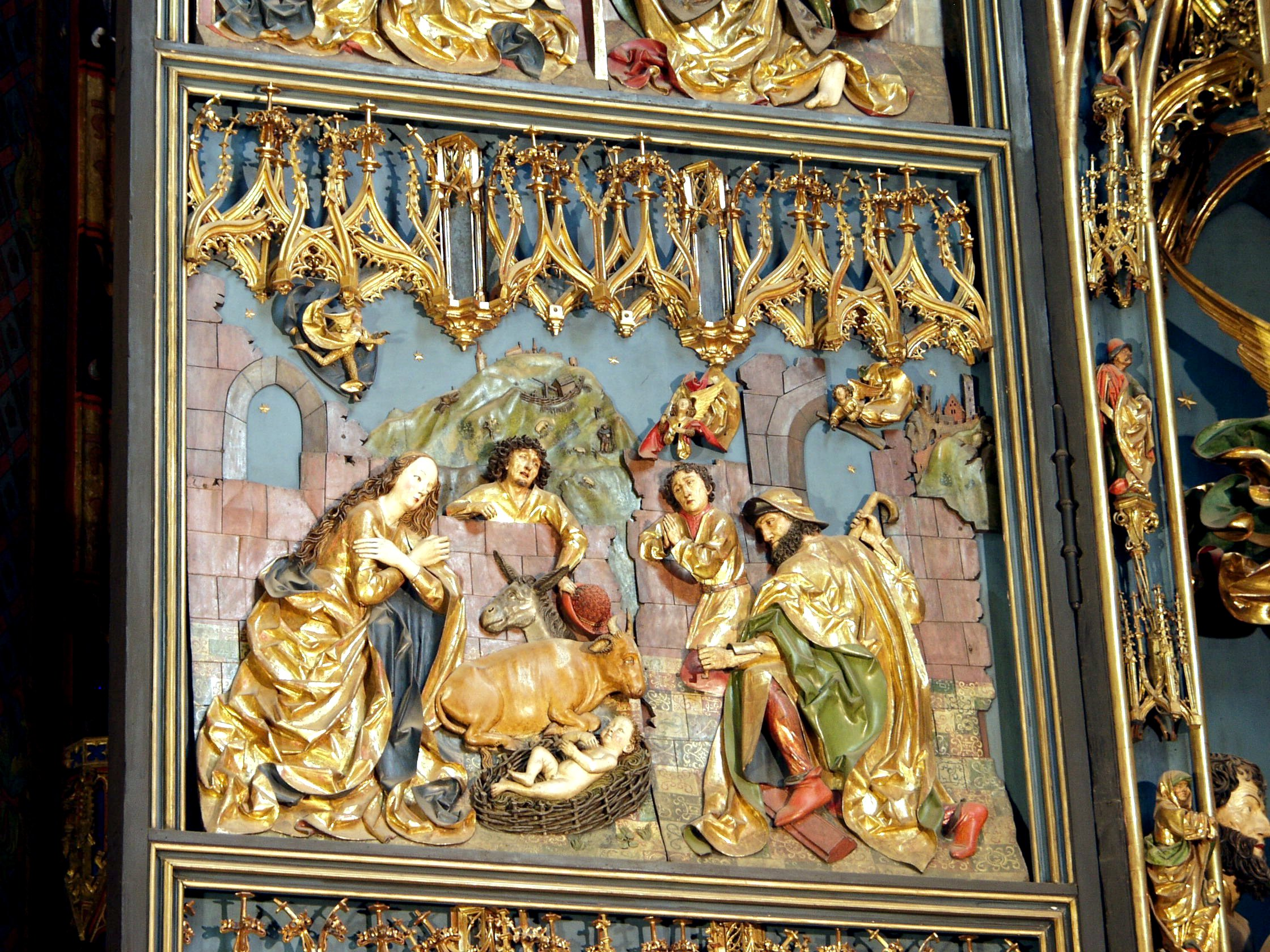
Escena de Navidad
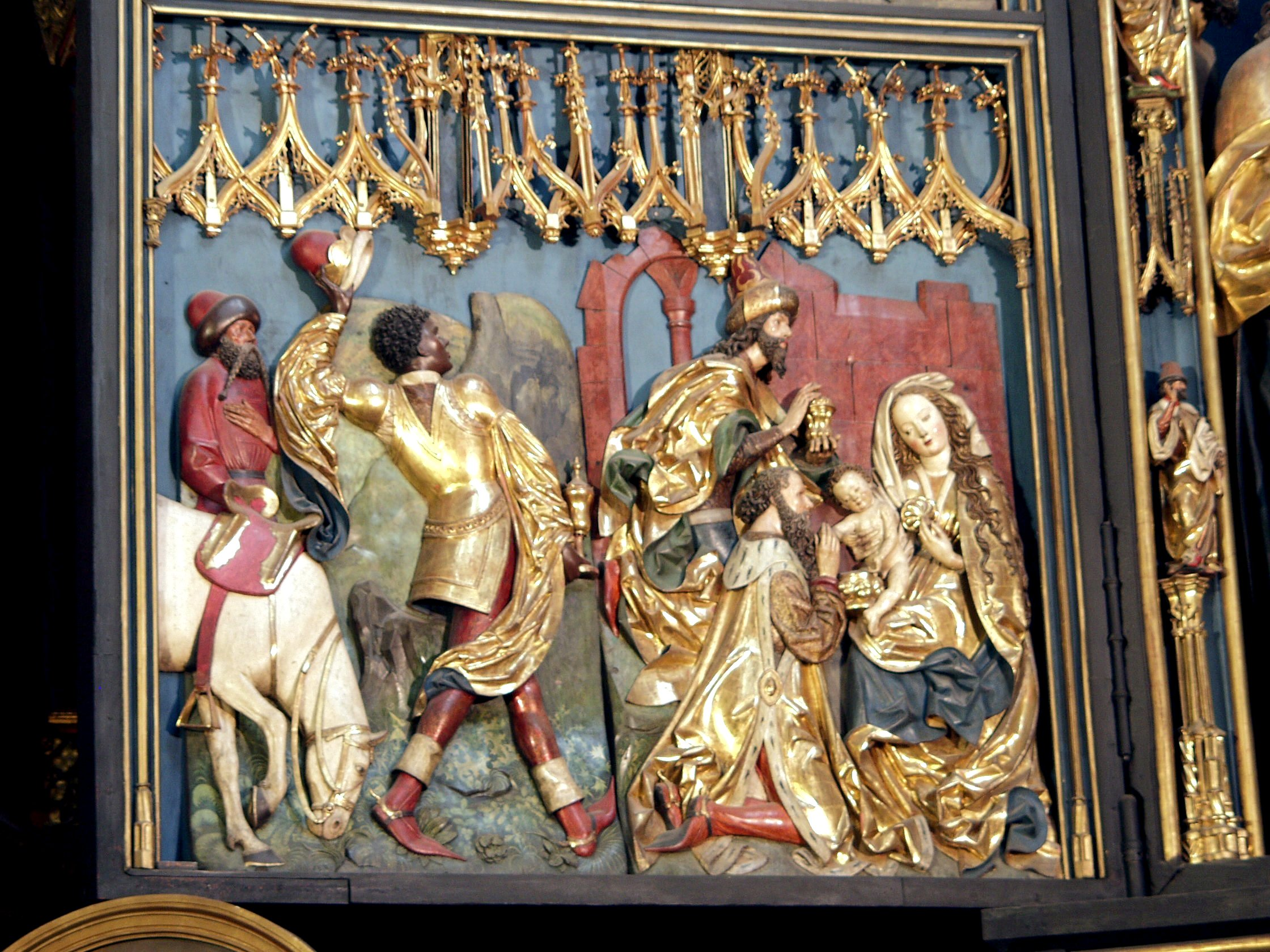
Los Tres Reyes Magos
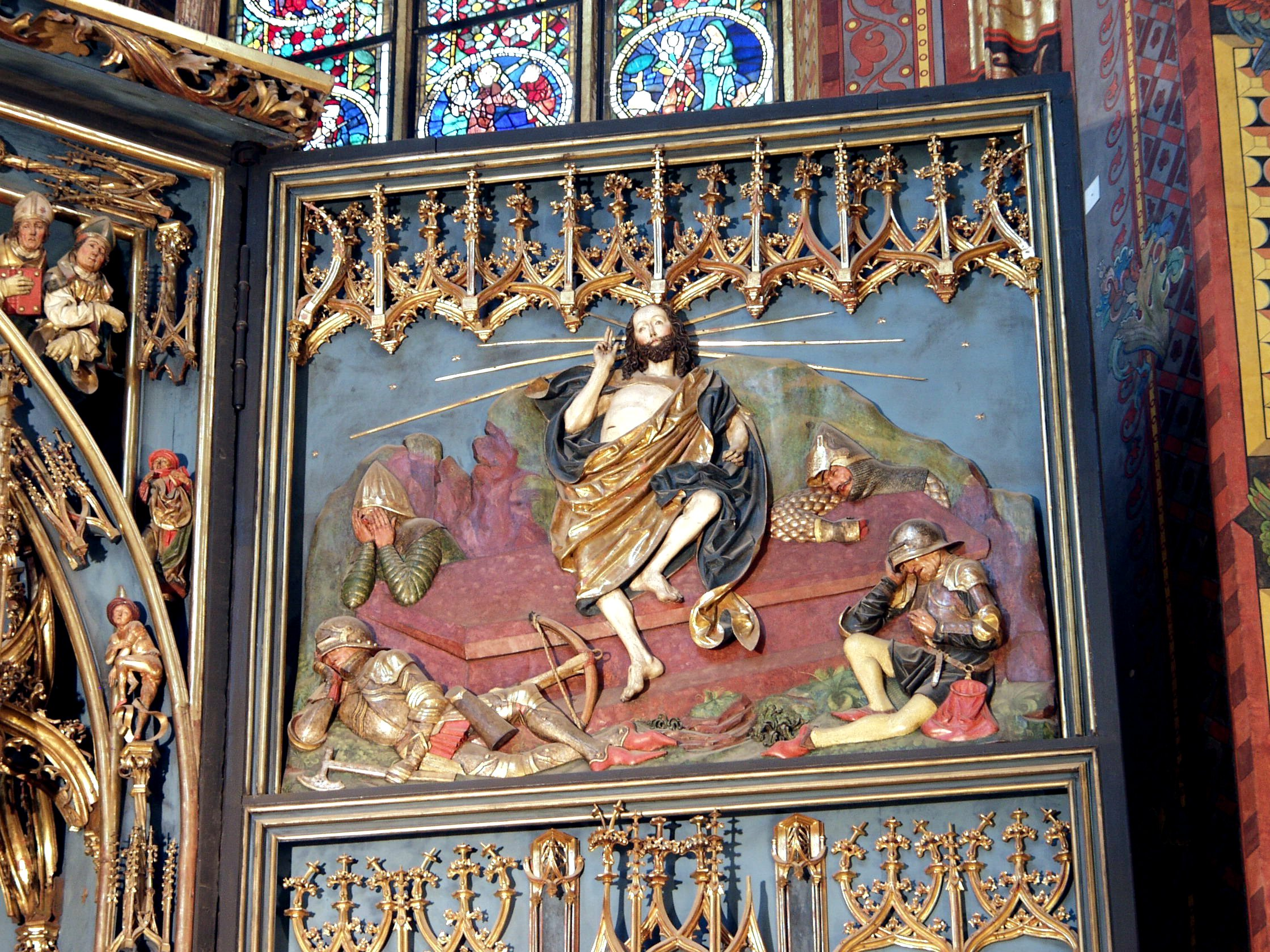
Resurrección de Cristo
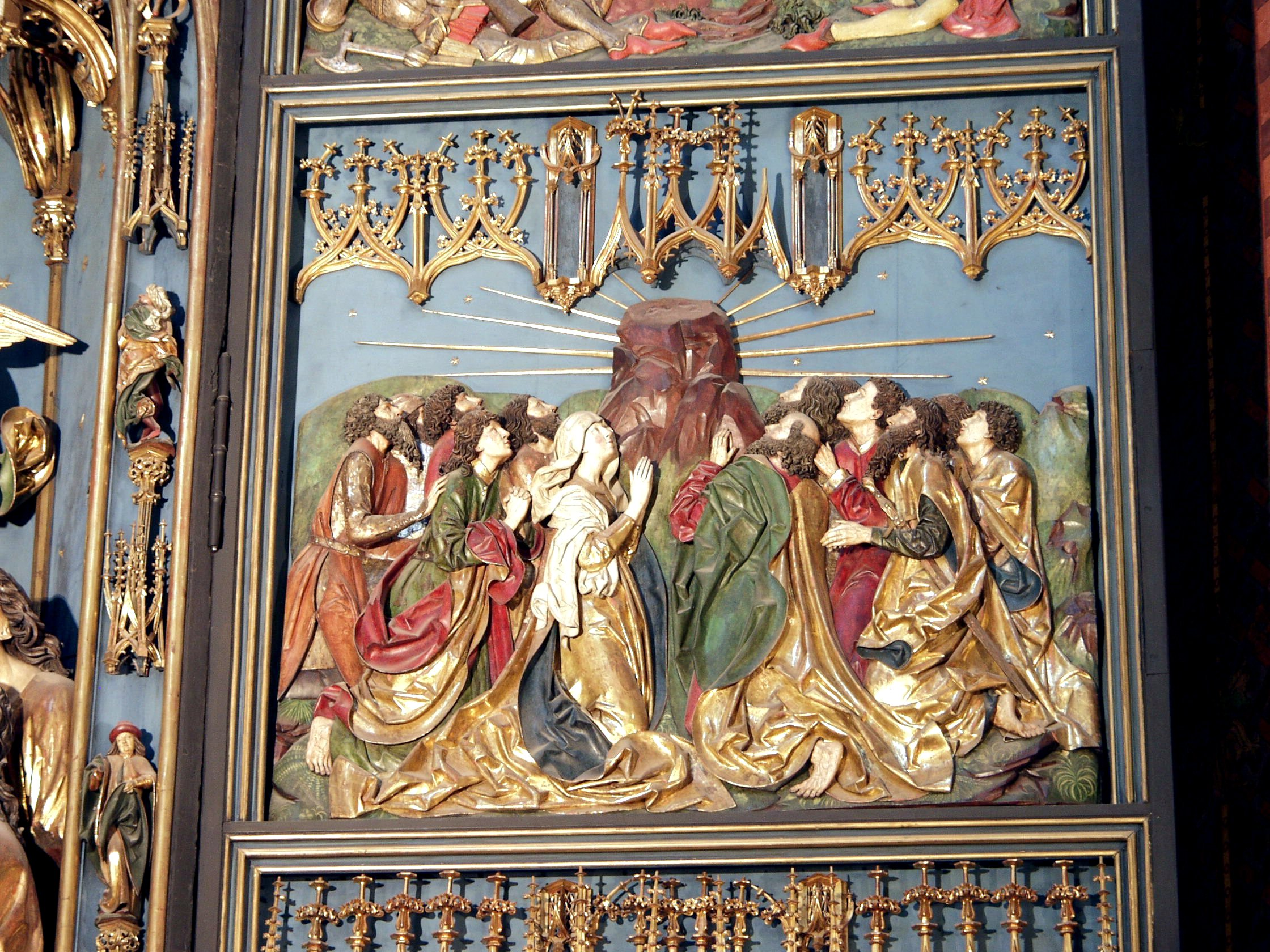
Ascensión de Cristo
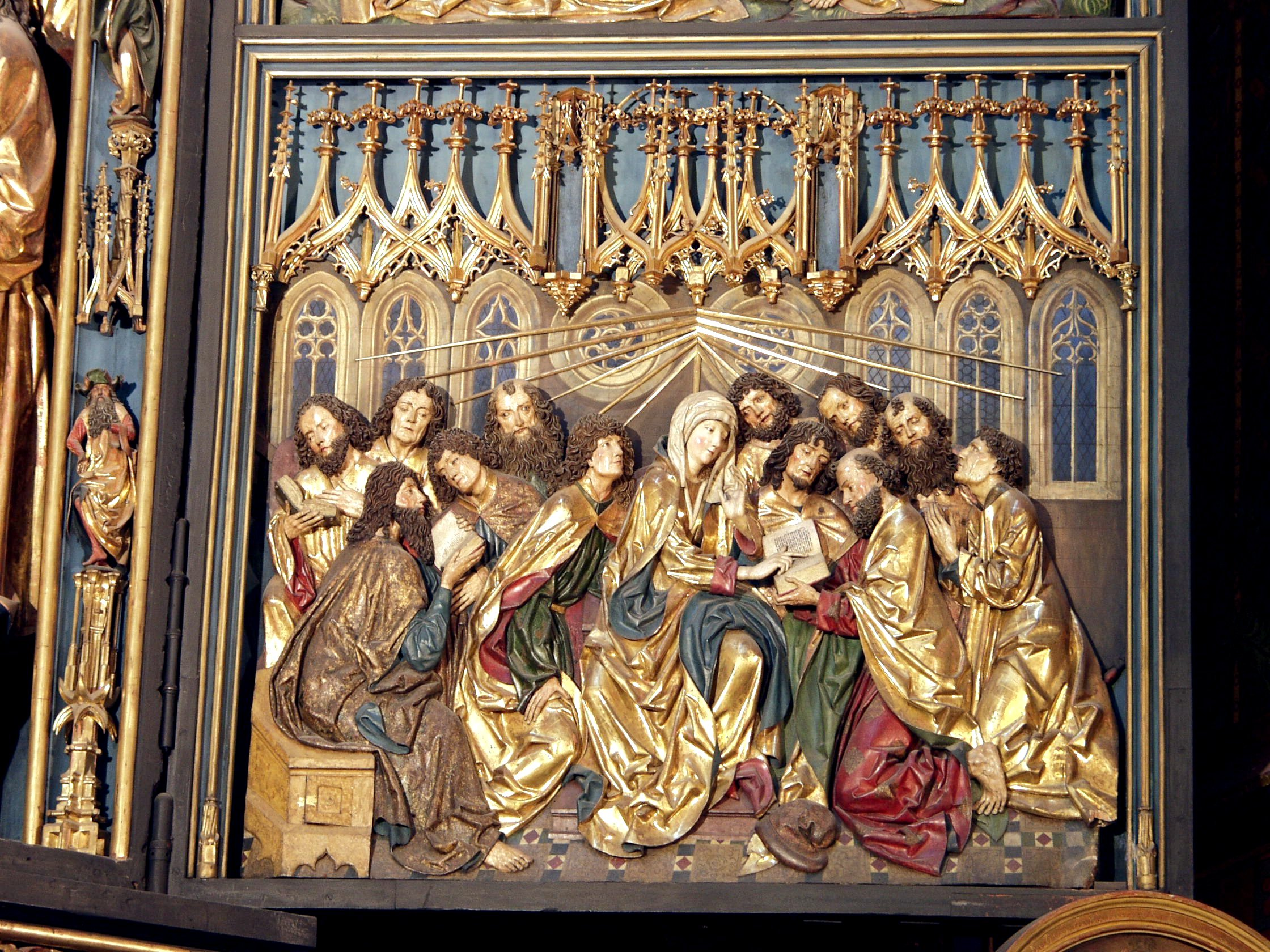
Descenso del Espiritu Santo